# Krvavac II
Krvavac II je naseljeno mjesto u sastavu općine Kula Norinska, Dubrovačko-neretvanska županija, Republika Hrvatska.

## Povijest
Do teritorijalne reorganizacije u Hrvatskoj nalazio se u sastavu stare općine Metković. Kao samostalno naseljeno mjesto, Krvavac II postoji od popisa 1981. godine. Nastao je izdvajanjem dijela naselja Krvavac.

## Stanovništvo
Na popisu stanovništva 2011. godine, Krvavac II je imao 334 stanovnika.
| broj stanovnika |       |       |       |       |       |       |       |       | 55    | 94    | 154   | 221   | 237   | 292   | 336   | 334   | 260   |
|                 | 1857. | 1869. | 1880. | 1890. | 1900. | 1910. | 1921. | 1931. | 1948. | 1953. | 1961. | 1971. | 1981. | 1991. | 2001. | 2011. | 2021. |